# Khâbekhnet
Khâbekhnet est serviteur dans la Place de Vérité dans le village des artisans de Deir el-Médineh pendant le règne de Ramsès II.
Son titre de Serviteur dans la Place de la Vérité signifie qu'il a travaillé au creusement et à la décoration des tombes royales.

## Sépulture
Il a été enterré avec son épouse, Iy-Néferti, et sa famille dans un tombeau de la nécropole du village.